# Gherăseni
Gherăseni – wieś w Rumunii, w okręgu Buzău, w gminie Gherăseni. W 2011 roku liczyła 2912 mieszkańców.